# Paul A. Baran
Pour les articles homonymes, voir Baran.
Paul Alexander Baran (/ˈbærən/; 25 août 1909 – 26 mars 1964) est un économiste marxiste américain. En 1951, il est promu professeur à l'université Stanford, et restera le seul professeur titulaire d'économie marxiste aux États-Unis jusqu'à sa mort en 1964. Il écrit en 1957 L'économie politique de la croissance, et est co-auteur de l'ouvrage Le capital monopoliste, un essai sur la société industrielle américaine avec Paul Sweezy.

## Biographie
Baran naît dans la Russie tsariste. Son père, menchévik, quitte la Russie pour VIlnius (alors en Pologne) en 1917. La famille quitte Vilnius pour Berlin, puis revient à Moscou en 1925, mais Paul reste en Allemagne pour finir ses études secondaires. En 1926, il suit les cours de l’Institut Plekhanov à Moscou. Il repart pour l’Allemagne en 1928, acceptant un poste d’assistant sur la recherche agricole, travaillant avec son professeur, le Dr. Friedrich Pollock. Baran, puis un poste d’assistant à l’Institut de recherches sociales, de l’Ecole de Francfort, qui aura une influence durable sur sa pensée. Il reçoit un Diplom-Volkswirt (équivalent d’un master) en économie à l’Université de Breslau. Après quoi il rédige une thèse sur la planification économique sous la direction d’Emil Lederer, et reçoit un doctorat de l’Université de Berlin en 1933. Durant ces années en Allemagne, il rencontre Rudolf Hilferding, auteur du Capital financier, et écrit sous le pseudonyme d’Alexander Gabriel pour le journal du Parti Social-démocrate d’Allemagne intitulé Die Gesellschaft.
Après l’arrivée au pouvoir des nazis, Baran à Paris, puis retourne en URSS, et à Vilnius. À la suite du pacte Molotov-Ribbentrop, et juste avant l’invasion de la Pologne par les nazis, il émigre aux États-Unis où il s’inscrit à Harvard et obtient un master. À court d’argent, il quitte le programme doctoral et travaille pour le think-tank Brookings Institution, puis pour l’Office of price administration, chargée du contrôle des prix pendant la guerre, puis pour l’Office of Strategic Services. Il travaille sous la direction de John Kenneth Galbraith à l’évaluation de l’impact des bombardements alliés, ce qui l’amène à voyager dans le Japon et l’Allemagne d’après-guerre, après quoi il travaille pour le département du Commerce des États-Unis et donne des cours à l’université George Washington. Il travaille ensuite pour la Réserve fédérale de New York, avant de démissionner pour se consacrer à une carrière universitaire.
Il épouse Elena Djatschenko, avec qui il a un fils, Nicolas, mais ils divorcent rapidement par la suite. À partir de 1949, Baran enseigne à l’université Stanford. La même année, il devient un contributeur actif à la nouvelle Monthly review, créée et animée par Paul Sweezy et Leo Huberman. C’est avec eux qu’il visite Cuba en 1960, visite qui l’impressionne favorablement. En 1962, il voyage à Moscou, en Iran et en Yougoslavie. Au cours des dernières années de sa vie, il travaille au Capital monopoliste avec Sweezy. Il meurt d’une crise cardiaque en 1964, laissant à Sweezy le soin d’achever leur ouvrage commun.

## Contributions à la science économique
Baran réinterprète le concept de “surplus économique” pour penser des phénomènes nouveaux, liés à l’émergence du capitalisme monopoliste. Avec Paul Sweezy, il développe cette innovation conceptuelle, en lien avec la théorie marxiste de la valeur et le concept marxiste de plus-value. Les presses de la Monthly Review ont récemment publié en livre la correspondance entre Sweezy et Baran, qui illustre le développement de leurs idées économiques, et notamment leur collaboration dans la rédaction de leur ouvrage majeur, Le capital monopoliste. Cette correspondance complète est disponible en ligne, dans les archives de l’Université Stanford.
Selon les catégories de Baran, le “surplus économique reel” est “la différence entre la production et la consommation sociale” et est donc égal à l’épargne ou accumulation. Le « surplus économique potentiel », par contraste, désigne « la différence entre le niveau de production qui aurait pu être atteint dans un environnement naturel et technique donné en utilisant les ressources productives employables, et ce qui peut être considéré comme la consommation essentielle ». Baran introduit également le concept de « surplus planifié », une catégorie ne pouvant trouver un sens opérationnel que dans une économie socialiste rationnellement planifiée, et qu’il définit comme « la différence entre le niveau de production atteignable dans un environnement naturel et technologique donné et sous des conditions de planification « optimale » de l’utilisation des ressources productives, et un niveau choisi « optimal » de consommation».   
Baran utilise le concept de surplus pour analyser les économies sous-développées (que l’on appelle aujourd’hui de manière plus optimiste des “économies en développement ») dans son livre The Political Economy of Growth (L’économie politique de la croissance). Il applique également ce concept à l’économie américaine de son époque dans son ouvrage coécrit avec Paul Sweezy, Le capital monopoliste.